# Quercus orocantabrica
Quercus orocantabrica (дуб кантабрійський) — вид рослин з родини Букові (Fagaceae); ендемік Іспанії. Етимологія: дав.-гр. ὄρος — «гора», cantabrica — Кантабрійські гори.

## Опис
Це мале дерево або чагарник. Листки вкриті товстою кутикулою. Чоловічі квітки з більшими тичинками, ніж у Q. robur, із запушеною оцвітиною. Жолудь кулястий або широко яйцюватий, верхівка ± урізана; чашка ширша і більш плоска, ніж у Q. robur, з лусочками з рожевим відблиском угорі, густо білуваті на їхньому краю. 

## Поширення
Ендемік північної Іспанії.
Населяє вологі місця, росте на кислих кремнеземних ґрунтах.